# Pauwstaart
De pauwstaartduif is een sierduif die ook wel de 'koningin van de sierduiven' wordt genoemd. De pauwstaart is een zogenoemde structuurduif omdat de duif een bepaald uiterlijk kenmerk heeft. In dit geval is dat de rechtopstaande 'pauwenstaart' als de pronkhouding wordt aangenomen.
Pauwstaartduiven waren al voor het jaar 1600 in India bekend en in de Java pauwstaart kunnen we vermoedelijk het oorspronkelijke oude en nog niet verbeterde ras zien. De tegenwoordige pauwstaarten en in mindere mate de Indiase komen in een grote verscheidenheid aan kleurslagen voor. Het zijn allen kwieke en energieke dieren, vanaf de zijdeveer pauwstaart tot aan de voetbevederde en met puntkap voorziene Indiase. Eens waren deze Indiase duiven in West-Europa zeer algemeen en zeker de witte Calcutta pauwstaart die vaak in tuinvolières werd gehouden. Alle pauwstaarten worden door de grootte van hun staart beperkt in hun vliegcapaciteiten. Misschien verklaart dit wel waarom ze bij de meeste fokkers aan populariteit ingeboet hebben. Ofschoon de gewone pauwstaart tegenwoordig weer in populariteit toeneemt op kinderboerderijen en in tuinvolières. De Indiase pauwstaart is halverwege de jaren tachtig opnieuw in Nederland ingevoerd.
De pauwstaartduif is door vele mensen gekend als een wit duifje met meer staartpennen. Het wordt dikwijls op een til gehouden. De pauwstaart wordt in vele kleuren gefokt. Enkele voorbeelden zijn wit, blauw, rood en geel, almond en kite, zwart, andalusisch blauw en nog vele varianten hiervan.
De laatste 30 jaar is er een hele evolutie geweest aangaande de standaard. Daar waar 30 jaar geleden vooral werd toegewerkt naar een zo groot mogelijke staart, zijn vanaf 2005 kenmerken als beenstand, borstbreedte en kopligging belangrijke factoren geworden.
Over het algemeen moet men uitgaan van een zo rond mogelijke duif waarop de staart perfect gebalanceerd geplaatst staat. Voor zo'n 'ronde' duif moet de verhouding tussen de hoogte van het lichaam en de breedte ongeveer gelijk zijn en moeten de benen zo ver mogelijk naar voren staan en een correcte lengte hebben.
Allereerst is dus de ronding en de balans van een pauwstaart belangrijk voor een tentoonstellingsfokker. Indien een pauwstaart rustig en standvastig de juiste positie kan aannemen tijdens het lopen wordt er van een goede balans gesproken.
Kleur en tekening zijn van ondergeschikt belang.